# Bon-Encontre
 Bon-Encontre  es una población y comuna francesa, en la región de Aquitania, departamento de Lot y Garona, en el distrito de Agen y cantón de Agen-Sud-Est.

## Demografía
| 2600 | 3177 | 3853 | 4462 | 5362 | 5759 |
| Para los censos de 1962 a 1999 la población legal corresponde a la población sin duplicidades (Fuente: INSEE [Consultar]) |      |      |      |      |      |